# Glitch (zene)
A glitch egy elektronikus zenei műfaj, amely az 1990-es évek végén jelent meg. A „hiba esztétikáját” tekinti alapjának: lényege az elektronikai hibák („glitchek”) tudatos felhasználása a zenei szerkesztésben. A glitch hangzás forrásai leginkább hibásan működő hangrögzítő eszközök, digitális hangkeltők, pl. CD-lejátszók akadásából, elektronikai eszközök zajából, digitális vagy analóg torzításokból, bitrátacsökkentésből, hardverzajokból, szoftverhibákból, bakelitzajokból („scratch”-ekből) és rendszerhibákból erednek.
Kim Cascone producer a műfajt az electronica alfajaként sorolta be 2000-ben a Computer Music Journalben.

## Története
A glitch esztétikájának eredete a 20. század elejére nyúlik vissza. Luigi Russolo The Art of Noises című futurista műve alapozta meg a zajzenék műfaját. Ő is épített zajkeltő eszközöket, ezeket intonarumorinak nevezte. A későbbi zenészek is éltek a hibás működésű eszközök kreatív használatával, mint Michael Pinder (a Moody Blues 1968-ból, a The Best Way to Travel), valamint Christian Marclay, aki megrongált bakelitlemezekkel hozott létre hangkollázsokat 1979-ben. A népszerű OMD című szám az 1981-es „invazív gépekkel” és indusztriális zajokkal teli Architekture and Morality albumról szintén említést érdemel mint a glitch zene korai manifesztációja. 1985-ben Yasunao Tone megrongált CD lemezeket használt a Techno Edennek nevezett performanszán, ugyanakkor Nicolas Collins 1992-es It was a Dark and Stormy Night albumán egy vonósnégyes hallható pattogó „CD-skip” zajokkal fűszerezve. Yuzo Koshiro 1994-ben a Streets of Rage 3. játékzenéjéhez automatikusan randomizált szekvenciákat alkalmazott, amivel egyedi experimentális hangzásokat hozott létre.
A glitch-mozgalom Németországban egyértelműen Achim Szepanski zenei munkáinak és kiadásainak (különösen a Mille Plateaux-nak) köszönhető. Ahogy ez a mozgalom szép lassan kibővült (olyan zenekarokkal, mint az „Oval”), a glitch technikája szétterjedt a művészek körében az egész világban. Jon Hassel trombitás az 1994-es Dressing fo Pleasure c., jazzben és trip-hopban utazó albumán több számában is akadozó CD lemezek hangját keverte a mixébe.
Az Oval 1993-as Wohnton című albumával kibővítette a stílust némi ambient atmoszférával.
A 90-es évek közepén a Warp Recordshoz tartozó előadók, mint az Aphex Twin (Richard D. James Album, Windowlicker, Come to Daddy EP), a chan-EL és az Autechre (Tri Repetae, Chiastic Slide) szintén hatással voltak a digitális zajok és atmoszférák technikájának és esztétikájának fejlődésére.

## Zeneírási metódus
A glitchet leggyakrabban számítógépeken, modern zenei szoftverekkel egy már előre felvett anyagból készítik rövidke audioszeletek összevágásával. Ezek a szeletek beépülnek a glitch alap-építőköveibe, amik lehetnek ritmusok glitchekből összevágva, „click”-ek, „scratch”-ek, „noise”-ok és más „hibásan” megalkotott vagy megszólaltatott zajkonstrukciók. Ezek a zajok általában nagyon rövidek és főleg perkusszív funkciókat látnak el a hangszerelésben. Az akadozó lemezek, a „scratch”-elés, „circuit bending” és más zajszerű torzítások erősen figyelemfelkeltő módon szolgáltatják a ritmusokat és magát a „glitch”-et, ami szaknyelven nem más, mint a digitális audioeszközök mellékzajai. Nem minden zenész használ hibásan generált digitális zajokat. Vannak, akik szintetizátorokat használnak, mint amilyen a Clavia Nord Modular G2, az Elektron Machindrum vagy a Monomachine.
Népszerűbb trackerszoftverek a glitch-szerkesztéshez: Jeskola Buzz, Renoise.
Moduláris szoftverek: Reaktor, Ableton Live, Reason, AudioMulch, Bidule, SuperCollider, FLStudio, Max/MSP, Pure Data és ChucK. A kisfeszültségű elektromos berendezések szándékos módosítása általi hangszerkészítés ugyanúgy hozzátartozik a glitch produkcióhoz, csak épp hardveres kontextusból megközelítve ugyanazt.

## Fordítás
Ez a szócikk részben vagy egészben  a   Glitch (music) című angol Wikipédia-szócikk fordításán alapul.  Az eredeti cikk szerkesztőit annak laptörténete sorolja fel. Ez a jelzés csupán a megfogalmazás eredetét és a szerzői jogokat jelzi, nem szolgál a cikkben szereplő információk forrásmegjelöléseként.